# 蒙蒂塞洛鎮區 (明尼蘇達州賴特縣)
蒙蒂塞洛鎮區（英語：Monticello Township）是位於美國明尼蘇達州賴特縣的一個行政鎮區，於1858年設立。

## 地方資料
蒙蒂塞洛鎮區的面積為105.01平方千米，當中陸地面積為96.21平方千米，而水域面積為8.80平方千米。根據2020年美國人口普查的數據，當地共有人口3309人，而人口密度為每平方千米31.51人。